# Seabracris splendiflua
Seabracris splendiflua är en insektsart som beskrevs av Christiane Amédégnato och Marius Descamps 1979. Seabracris splendiflua ingår i släktet Seabracris och familjen gräshoppor. Inga underarter finns listade i Catalogue of Life.